# Johann Georg König
Johann Georg König OFMConv, Ordensname Georgius (* 27. April 1664 in Solothurn; † 21. April 1736 ebenda, anderer Ort Freiburg) war ein Schweizer katholischer Geistlicher und Gymnasiallehrer.

## Leben

### Herkunft
Johann Georg König war der Sohn von Hans Georg König (* 28. Dezember 1618; † 18. März 1679) und dessen zweiter Ehefrau Helena (* 27. Juli 1628; † 26. Juli 1693), Tochter von Wilhelm Kappeler; er war das drittjüngste Kind von zwölf Geschwistern und hatte mehrere Halbgeschwister aus der ersten Ehe seines Vaters sowie sieben leibliche Geschwister.
Der Taufpate seines Halbbruders Franz König (* 10. November 1646) war der Chronist Franz Haffner (1609–1671).
Einen grossen Einfluss auf die Bildung von Johann Georg König hatte dessen Taufpate, Hauptmann Hans Georg Wagner (1624–1691), Urenkel des hingerichteten reformatorischen Predigers Carpentarius.

### Werdegang
Er trat am 23. Januar 1782 in Überlingen in der Franziskanerkirche in den Franziskanerorden ein und legte im darauffolgenden Jahr im Januar 1683, nach dem Noviziat, seine Profess in der Franziskanerkirche in Solothurn ab. Nach einem Studium der Theologie und Philosophie, das er 1684 in Überlingen begann und in Konstanz fortsetzte, erwarb er den Magister in Philosophie. Er erhielt 1688 die Priesterweihe und kehrte 1689 unter dem Klosternamen Georgius nach Solothurn zurück.
Von 1693 bis 1696 unternahm er eine Italienreise nach Rom und hielt sich bis 1695 bei den Franziskanern in Assisi und darauf ein Jahr in Arles auf. Der Rückweg führte ihn dann über Avignon, Marseille, Genua, Graz und Gray zurück nach Solothurn. Nach seiner Rückkehr in die Schweiz wurde er 1697 als Konventual im Kloster Werthenstein aufgenommen.
1699 wurde er Professor der Rhetorik am Gymnasium im elsässischen Thann und war dann ab 1703 Hofkaplan des französischen Gesandten Roger Brulart de Puysieux (1640–1719) in Solothurn; in dieser Zeit stand er 1706 und 1712 als Kustos der Basler Kustodie vor und war von 1711 bis 1712 Guardian der Minoriten in Solothurn. 1712 war er im Gefolge des Botschafters Charles-François de Vintimille Du Luc (1653–1740), als dieser den Landfrieden im Toggenburgerkrieg mit vermittelte. Von 1715 bis 1717 begleitete er den Botschafter auch nach Wien, seine dortige Unterbringung erfolgte im Engelskirchner Sommerhaus.
Nach der Rückkehr in die Schweiz wurde er 1717 Guardian des Klosters Thann, später dann auch in Breisach und von 1726 bis 1728 in Freiburg im Uechtland sowie von 1726 bis 1729 und erneut von 1732 bis 1735 in Solothurn.
Er wurde 1730 zum custos custodum in Solothurn gewählt und besuchte anlässlich eines Generalkapitels 1731 Rom.

### Schriftstellerisches Wirken
Johann Georg König verfasste über seine Italien- und Wiener Reise zwei ausführliche Tagebücher, in der er seine Eindrücke schilderte; ein drittes über Gesandtschaftsreisen in der Schweiz mit Botschafter Du Luc ging verloren. Jakob Baechtold gab auszugsweise aus diesen Reiseaufzeichnungen von Johann Georg König 1874 die römische und die Reise nach Wien heraus. In der Reisebeschreibung nach Wien schildert Johann Georg König unter anderem, dass er im Spielhaus in Wien, vermutlich dem Kärntnertortheater, das Stück Leben und Tod Doktor Faustus gesehen habe, in dem unter anderem ein Koch auftrat, bei dem es sich vermutlich um Joseph Anton Stranitzky als Hanswurst handelte.
Seine weiteren Schriften, die Manuskripte blieben, beliefen sich auf vierzig Bände Collectanea et compilationes, die die verschiedensten Wissensgebiete zum Inhalt hatten, unter anderem Philosophie, Theologie, Geschichte, Physik und Astronomie. Weitere selbstverfasste Schriften waren Predigten, religiöse Erbauungsschriften sowie Übersetzungen lateinischer, französischer und italienischer Schriften ins Deutsche.